# Ażur

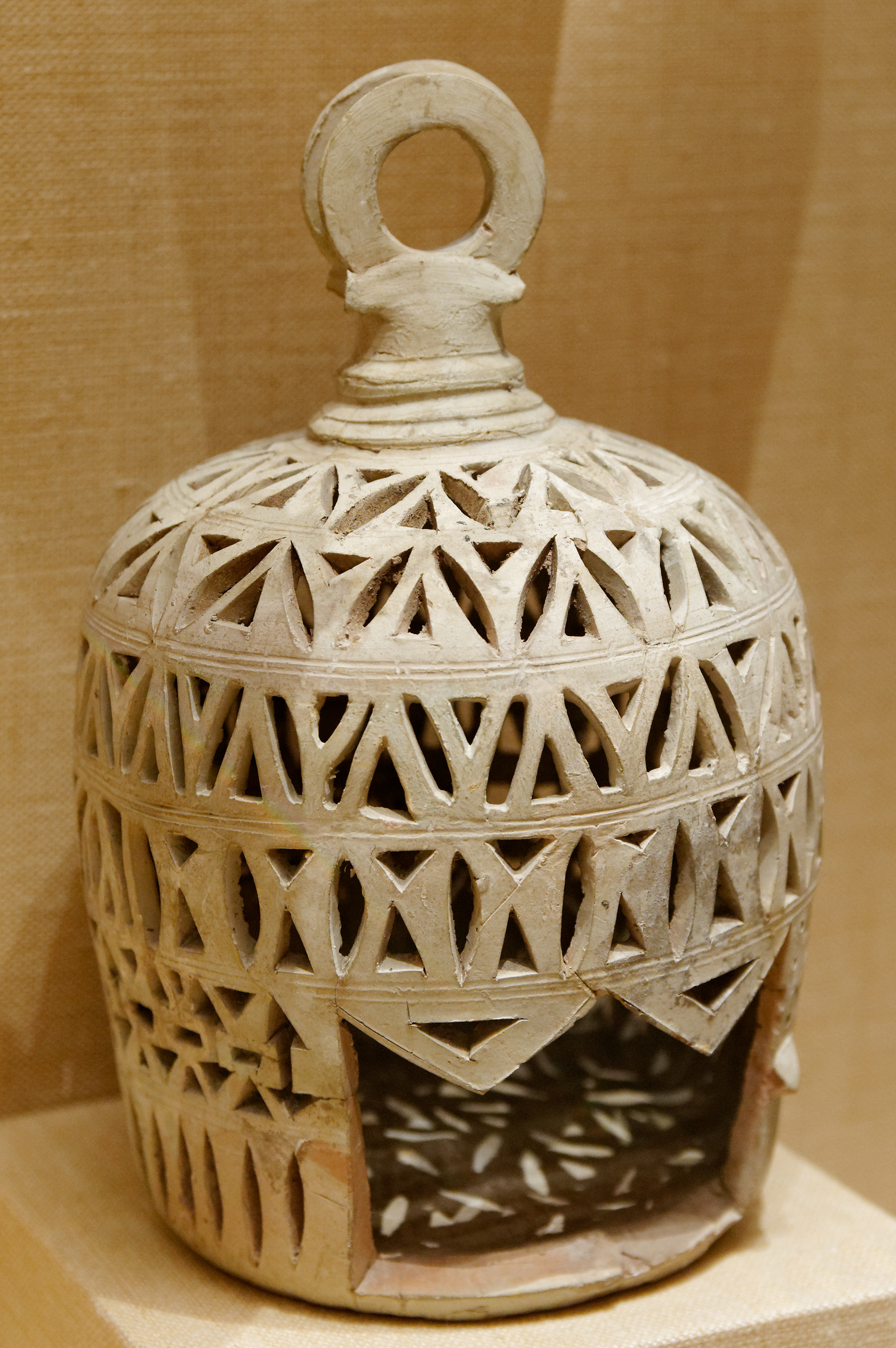
Irańska ażurowa latarnia z IX lub X w., Metropolitan Museum of Art

Ażur (z franc. ajour – dziurka) – rodzaj zdobienia polegający na wycięciu w materiale otworów o ozdobnym kształcie, skomponowanych tak, aby prześwitywała przez nie płaszczyzna tła. Ten ozdobny układ otworów wykonywany jest w dowolnym materiale i tworzy zespół dekoracyjny.
Ażur stosowany jest zarówno w rzemiośle artystycznym (kraty, ozdobne siatki) jak i tkaninach artystycznych. W tkaninach ażur uzyskuje się przez rozsunięcie nici osnowy i wątku lub wycięcie fragmentu tła.
W architekturze ażur jest zespołem dekoracyjnym w postaci elementów ozdobnych np. balustrad, przezroczy, maswerków. Występował we wszystkich epokach architektonicznych. Jest typowy dla sztuki mauretańskiej, hinduskiej, gotyckiej i późnoruskiej. Jeżeli w detalu architektonicznym otwory są zamknięte w tle, wówczas nosi on nazwę ażuru ślepego.
Technika zdobnicza polegająca na tworzeniu wzoru z otworów nazywana jest ażurowaniem. Dzięki otworom do  kompozycji zostaje wprowadzone światło, które modeluje przedmiot grą światłocieni.
Kompozycje ażurowe stosowane są dla podniesienia wrażenia lekkości i delikatności.